# Athlétisme aux Goodwill Games de 1990
Navigation
Moscou 1986 Saint Pétersburg 1994
Les épreuves d'athlétisme des deuxièmes Goodwill Games de 1990 ont eu lieu de juillet à août 1990 dans la ville de Seattle aux États-Unis.

## Résultats

### Hommes
| 100 m | Leroy Burrell 10 s 05                                                                 | Carl Lewis 10 s 08                                                                | Mark Witherspoon 10 s 17                                                        |
| 200 m | Michael Johnson 20 s 54                                                               | Robson da Silva 20 s 77                                                           | Dennis Mitchell 20 s 89                                                         |
| 400 m | Roberto Hernández 44 s 79 CR                                                          | Danny Everett 45 s 05                                                             | Andrew Valmon 45 s 46                                                           |
| 800 m | George Kersh 1 min 45 s 10 CR                                                         | Mark Everett 1 min 45 s 80                                                        | José Luiz Barbosa 1 min 45 s 81                                                 |
| 1500 m | Joe Falcon 3 min 39 s 97                                                              | William Tanui 3 min 40 s 13                                                       | Marcus O'Sullivan 3 min 40 s 58                                                 |
| 5 000 m | Paul Williams 13 min 33 s 52 CR                                                       | Addis Abebe 13 min 35 s 67                                                        | Mikhail Dasko 13 min 36 s 44                                                    |
| 10 000 m | Hammou Boutayeb 27 min 26 s 43CR                                                      | Addis Abebe 27 min 42 s 65                                                        | John Ngugi 27 min 42 s 95                                                       |
| 110 m haies | Roger Kingdom 13 s 47                                                                 | Tony Dees 13 s 48                                                                 | Arthur Blake 13 s 53                                                            |
| 400 m haies | Winthrop Graham 48 s 78                                                               | Dave Patrick 49 s 00                                                              | Kevin Young 49 s 17                                                             |
| 3000 m steeple | Brian Diemer 8 min 32 s 24                                                            | Vasily Koromyslov 8 min 33 s 76                                                   | Valeriy Vandyak 8 min 34 s 18                                                   |
| 4 × 100 m | États-Unis Mike Marsh Daron Council Andre Cason Dennis Mitchell 38 s 45               | Cuba Andrés Simón Leandro Peñalver Félix Stevens Joel Isasi 38 s 49               | Union soviétique Viktor Bryzgin Vladimir Krylov Oleg Fatun Pavel Galkin 38 s 96 |
| 4 × 400 m | États-Unis Clarence Daniel Antonio Pettigrew Andrew Valmon Tim Simon 2 min 59 s 54 CR | Jamaïque Seymour Fagan Devon Morris Howard Burnett Patrick O'Connor 3 min 00 s 45 | Cuba Juan Martínez Félix Stevens Héctor Herrera Roberto Hernández 3 min 03 s 35 |
| Marathon | Dave Mora 2 h 14 min 50 s                                                             | Nikolay Tabak 2 h 16 min 28 s                                                     | Peter Maher 2 h 17 min 16 s                                                     |
| 20 000 m marche | Ernesto Canto 1 h 23 min 13 s 12 CR                                                   | Mikhail Shchennikov 1 h 23 min 22 s 34                                            | Bernd Gummelt 1 h 23 min 29 s 61                                                |
| Saut en hauteur | Hollis Conway 2,33 m                                                                  | Doug Nordquist 2,30 m                                                             | Tony Barton 2,30 m                                                              |
| Saut à la perche | Rodion Gataullin 5,92 m                                                               | Grigoriy Yegorov 5,87 m                                                           | Tim Bright 5,77 m                                                               |
| Saut en longueur | Carl Lewis 8,38 m                                                                     | Mike Powell 8,34 m                                                                | Robert Emmiyan 8,23 m                                                           |
| Triple saut | Kenny Harrison 17,72 m CR                                                             | Mike Conley 17,48 m                                                               | Vladimir Inozemtsev 17,06 m                                                     |
| Lancer du poids | Randy Barnes 21,44 m                                                                  | Jim Doehring 21,12 m                                                              | Vyacheslav Lykho 20,70 m                                                        |
| Lancer du disque | Romas Ubartas 67,14 m CR                                                              | Kamy Keshmiri 65,50 m                                                             | Mike Buncic 62,06 m                                                             |
| Lancer du marteau | Igor Astapkovich 84,12 m                                                              | Andrey Abduvaliyev 82,20 m                                                        | Igor Nikulin 82,14 m                                                            |
| Lancer du javelot | Viktor Zaytsev 84,16 m CR                                                             | Ramón González 80,84 m                                                            | Masami Yoshida 77,36 m                                                          |
| Décathlon | Dave Johnson 8403 pts CR                                                              | Dan O'Brien 8358 pts                                                              | Mikhail Medved 8330 pts                                                         |
| Records et Performances - AR : Record continental (area record) - CR : Record des championnats (championship record) - MR : Record du meeting (meet record) - NR : Record national (national record) - OR : Record olympique (olympic record) - PR : Record paralympique (paralympic record) - PB : Record personnel (personal best) - SB : Meilleure performance personnelle de la saison (season's best) - WL : Meilleure performance mondiale de l'année (world leader) - WJR : Record du monde junior (world junior record) - WR : Record du monde (world record) Circonstances et Conditions - DNF : N'a pas terminé (did not finish) - DNS : N'a pas pris le départ (did not start) - DQ : Disqualification (disqualification) - NM : Aucun essai valable enregistré (No Mark) - Q : Qualifié « directement » au prochain tour (ou à la prochaine compétition), lors d'une compétition majeure, grâce au classement ou à la réalisation des minima (automatic qualifier) - q : Qualifié au prochain tour (ou à la prochaine compétition), lors d'une compétition majeure, grâce au repêchage ou à la réalisation de l'une des meilleures performances parmi celles des « non qualifiés directement » (grâce au meilleur temps ou à la meilleure distance par exemple) (secondary qualifier) |                                                                                       |                                                                                   |                                                                                 |

### Femmes
| 100 m | Carlette Guidry 11 s 03                                                                                 | Sheila Echols 11 s 05                                                                     | Michelle Finn 11 s 05                                                                                       |
| 200 m | Dannette Young 22 s 64                                                                                  | Pauline Davis 22 s 88                                                                     | Grace Jackson 22 s 96                                                                                       |
| 400 m | Ana Fidelia Quirot 50 s 34                                                                              | Lyudmila Dzhigalova 51 s 38                                                               | Rochelle Stevens 51 s 54                                                                                    |
| 800 m | Ana Fidelia Quirot 1 min 57 s 42 CR                                                                     | Liliya Nurutdinova 1 min 57 s 52                                                          | Tatyana Grebenchuk 1 min 58 s 21                                                                            |
| 1 500 m | Natalya Artyomova 4 min 09 s 48                                                                         | Yekaterina Podkopayeva 4 min 09 s 91                                                      | PattiSue Plumer 4 min 10 s 72                                                                               |
| 3 000 m | PattiSue Plumer 8 min 51 s 59                                                                           | Yelena Romanova 8 min 51 s 79                                                             | Lynn Jennings 8 min 52 s 34                                                                                 |
| 5 000 m | Yelena Romanova 15 min 02 s 23 CR                                                                       | Viorica Ghican 15 min 27 s 77                                                             | Sabrina Dornhoefer 15 min 38 s 87                                                                           |
| 10 000 m | Wanda Panfil 32 min 01 s 17 CR                                                                          | Cathy O'Brien 32 min 05 s 40                                                              | Olga Nazarkina 32 min 05 s 76                                                                               |
| 100 m haies | Natalya Grigoryeva 12 s 70                                                                              | Lyudmila Narozhilenko 12 s 88                                                             | LaVonna Martin 12 s 89                                                                                      |
| 400 m haies | Sandra Farmer-Patrick 55 s 16                                                                           | Schowonda Williams 55 s 65                                                                | Lyudmila Khodosevich 57 s 33                                                                                |
| 4 × 100 m | États-Unis Carlette Guidry Sheila Echols Michelle Finn Evelyn Ashford 42 s 46                           | Union soviétique Yelena Bykova Galina Malchugina Natalya Kovtun Irina Sergeyeva 42 s 67   | Jamaïque Michelle Freeman Juliet Campbell Layphane Carnagie Ethlyn Tate 44 s 12                             |
| 4 × 400 m | Union soviétique "A" Yelena Vinogradova Marina Shmonina Yelena Ruzina Lyudmila Dzhigalova 3 min 23 s 70 | États-Unis Natasha Kaiser Rochelle Stevens Lillie Leatherwood Maicel Malone 3 min 24 s 53 | Union soviétique "B" Nadezhda Loboyko Tatyana Grebenchuk Nadiya Olizarenko Liliya Nurutdinova 3 min 30 s 60 |
| Marathon | Zoya Ivanova 2 h 34 min 38                                                                              | Irina Bogacheva (de) 2 h 36 min 25                                                        | Ramilya Barangulova 2 h 37 min 41                                                                           |
| 10 000 m marche | Nadezhda Ryashkina 41 min 56 s 23 WR CR                                                                 | Kerry Saxby 41 min 57 s 22                                                                | Beate Anders 42 min 48 s 51                                                                                 |
| Saut en hauteur | Yelena Yelesina 2,02 m                                                                                  | Yolanda Henry 1,92 m                                                                      | Megumi Sato 1,89 m                                                                                          |
| Saut en longueur | Inessa Kravets 6,93 m                                                                                   | Larisa Berezhnaya 6,61 m                                                                  | Sheila Echols 6,51 m                                                                                        |
| Lancer du poids | Natalya Lisovskaya 20,60 m                                                                              | Huang Zhihong 20,50 m                                                                     | Belsis Laza 18,98 m                                                                                         |
| Lancer du disque | Ilke Wyludda 68,08 m                                                                                    | Irina Yatchenko 67,04 m                                                                   | Olga Burova 65,46 m                                                                                         |
| Lancer du javelot | Natalya Shikolenko 61,62 m                                                                              | Tatyana Shikolenko 59,06 m                                                                | Karin Smith 58,94 m                                                                                         |
| Heptathlon | Jackie Joyner-Kersee 6783 pts                                                                           | Svetlana Zinina 6128 pts                                                                  | Gea Johnson 5963 pts                                                                                        |
| Records et Performances - AR : Record continental (area record) - CR : Record des championnats (championship record) - MR : Record du meeting (meet record) - NR : Record national (national record) - OR : Record olympique (olympic record) - PR : Record paralympique (paralympic record) - PB : Record personnel (personal best) - SB : Meilleure performance personnelle de la saison (season's best) - WL : Meilleure performance mondiale de l'année (world leader) - WJR : Record du monde junior (world junior record) - WR : Record du monde (world record) Circonstances et Conditions - DNF : N'a pas terminé (did not finish) - DNS : N'a pas pris le départ (did not start) - DQ : Disqualification (disqualification) - NM : Aucun essai valable enregistré (No Mark) - Q : Qualifié « directement » au prochain tour (ou à la prochaine compétition), lors d'une compétition majeure, grâce au classement ou à la réalisation des minima (automatic qualifier) - q : Qualifié au prochain tour (ou à la prochaine compétition), lors d'une compétition majeure, grâce au repêchage ou à la réalisation de l'une des meilleures performances parmi celles des « non qualifiés directement » (grâce au meilleur temps ou à la meilleure distance par exemple) (secondary qualifier) | |                                                                                           | |

## Tableau des médailles
| Rang  | Nation             | Or | Argent | Bronze | Total |
| ----- | ------------------ | -- | ------ | ------ | ----- |
| 1     | États-Unis         | 20 | 16     | 18     | 54    |
| 2     | Union soviétique   | 14 | 16     | 13     | 43    |
| 3     | Cuba               | 3  | 2      | 2      | 7     |
| 4     | Jamaïque           | 1  | 1      | 2      | 4     |
| 5     | Allemagne de l'Est | 1  | 0      | 2      | 3     |
| 6     | Canada             | 1  | 0      | 1      | 2     |
| 7=    | Mexique            | 1  | 0      | 0      | 1     |
| 7=    | Maroc              | 1  | 0      | 0      | 1     |
| 7=    | Pologne            | 1  | 0      | 0      | 1     |
| 10    | Éthiopie           | 0  | 2      | 0      | 2     |
| 11=   | Brésil             | 0  | 1      | 1      | 2     |
| 11=   | Kenya              | 0  | 1      | 1      | 2     |
| 13=   | Australie          | 0  | 1      | 0      | 1     |
| 13=   | Bahamas            | 0  | 1      | 0      | 1     |
| 13=   | Chine              | 0  | 1      | 0      | 1     |
| 13=   | Roumanie           | 0  | 1      | 0      | 1     |
| 17    | Japon              | 0  | 0      | 2      | 2     |
| 18    | Irlande            | 0  | 0      | 1      | 1     |
| Total | Total              | 43 | 43     | 43     | 129   |